# Cefn Druids Association Football Club
Cefn Druids A.F.C. é uma equipe galês de futebol com sede em Rhosymedre. Disputa a primeira divisão de País de Gales (Campeonato Galês de Futebol).
Seus jogos como mandante acontecem no The Rock, que possui capacidade para 3.000 espectadores.

## História
O Cefn Druids A.F.C. foi fundado em 1872.